# Peperomia griseo-argentea
Peperomia griseo-argentea är en pepparväxtart som beskrevs av Truman George Yuncker. Peperomia griseo-argentea ingår i släktet peperomior, och familjen pepparväxter. Inga underarter finns listade i Catalogue of Life.